# Korma (Indie)
Korma nebo qorma (urdsky قورمہ‎, hindsky क़ोरमा, bengálsky কোরমা, persky قرما‎) je pokrm původem z Indického subkontinentu. Sestává z masa nebo zeleniny dušených s jogurtem, vodou nebo vývarem a kořením, čímž vzniká hustá omáčka nebo šťáva.

## Etymologie
Český název podobně jako anglický název je počeštěná (poangličtěná) podoba hindsko-urdského slova qormā (क़ोरमा, قورمہ), které znamená "dušení". Tento termín odkazuje na techniku vaření používanou při přípravě tohoto pokrmu. Tato slova, stejně jako názvy dalších pokrmů jako je íránský ghormeh (persky قورمه‎), turecká kavurma nebo ázerbájdžánská qovurma či kavarma, mají svůj původ v turkickém slově qawirma, což znamená "smažená věc". Indická korma však není nejspíše kulinářsky příbuzná moderní turecké kavurmě ani některým dalším pokrmům používajícím stejný jazykový základ, protože při její přípravě se používají velmi odlišné techniky vaření i suroviny.

## Historie
Indická korma má své kořeny v mughalské kuchyni. Tento charakteristický pokrm Mughalské říše lze vystopovat až do 16. století, kdy Mughalové expandovali do jižní Asie. Korma se často připravovala v mughalských dvorních kuchyních, jako například slavná bílá korma, snad ozdobená jedlými stříbrnými plátky zvanými vark. Tato bílá korma měla být údajně podávána Šáhdžahánovi a jeho hostům při slavnostním otevření Tádž Mahalu.
Korma je tradičně definovaná jako pokrm, při kterém se maso nebo zelenina dusí s jogurtem nebo vývarem. Tato technika zahrnuje různé styly přípravy kormy. Její chuť je založena na směsi koření, jako jsou mletý koriandr a kmín, v kombinaci s jogurtem, který se udržuje pod bodem sražení a je pomalu a opatrně vmícháván do šťávy z masa. Tradičně se tento proces provádí v hrnci nad velmi mírným ohněm s dřevěným uhlím na pokličce, aby bylo zajištěno rovnoměrné zahřívání.
Korma může být jemně kořeněná i velmi pálivá a může se připravovat z jehněčího, kozího, kuřecího a hovězího masa nebo ze zvěřiny. Některé kormy kombinují maso se zeleninou, například se špenátem a tuřínem. Termín shahi (královská) používaný u některých druhů kormy zdůrazňuje její prestižní postavení, jakožto pokrmu spojeného původně s královským dvorem, a odlišuje ji od běžného jídla.

## Příprava

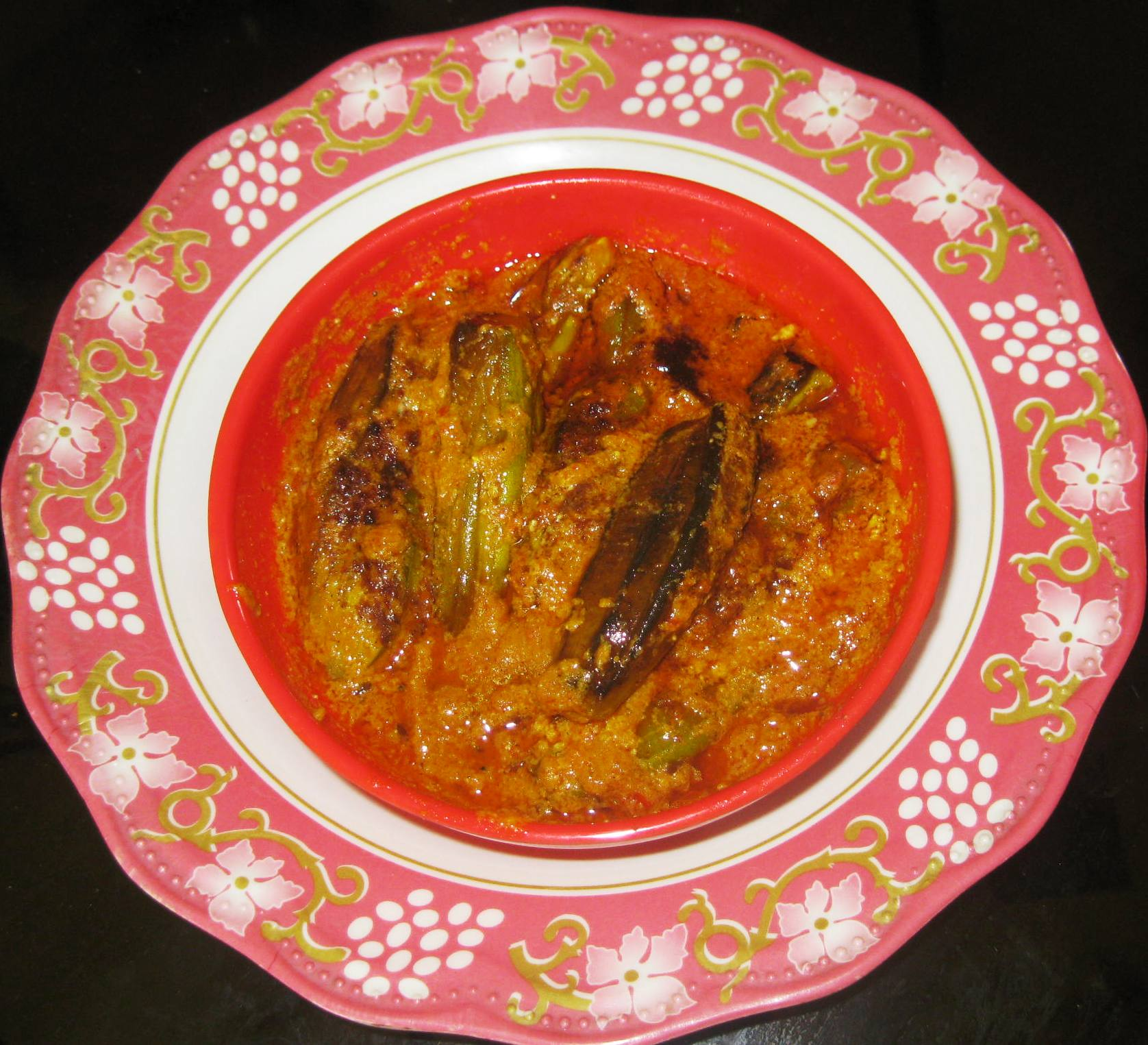
Potol korma

Styl dušení v případě kormy se podobá jiným technikám dušení v tom, že se maso nebo zelenina nejprve zprudka uvaří nebo orestuje za použití vysokého tepla, tradičně s použitím ghí, a poté se podrobí dlouhému pomalému vaření za použití vlhkého tepla a minima přidané tekutiny. Během posledních fází vaření může být hrnec těsně uzavřen pomocí techniky zvané dum nebo dampokhtak.
Korma se vyrábí technikou zvanou bagar. V pozdější fázi vaření se další koření smíchá s ohřátým ghí a poté se spojí s omáčkou vytvořenou dušením. Poté se pánev přikryje a protřepe, aby se uvolnila pára a obsah se promíchal.
Existuje široká škála variací v přípravě kormy. Často se k dochucení používá chilli a zázvor. Mohou být přidány listy Cinnamomum tamala nebo sušený kokos, který se používá především v Jižní Indii.

## Variace

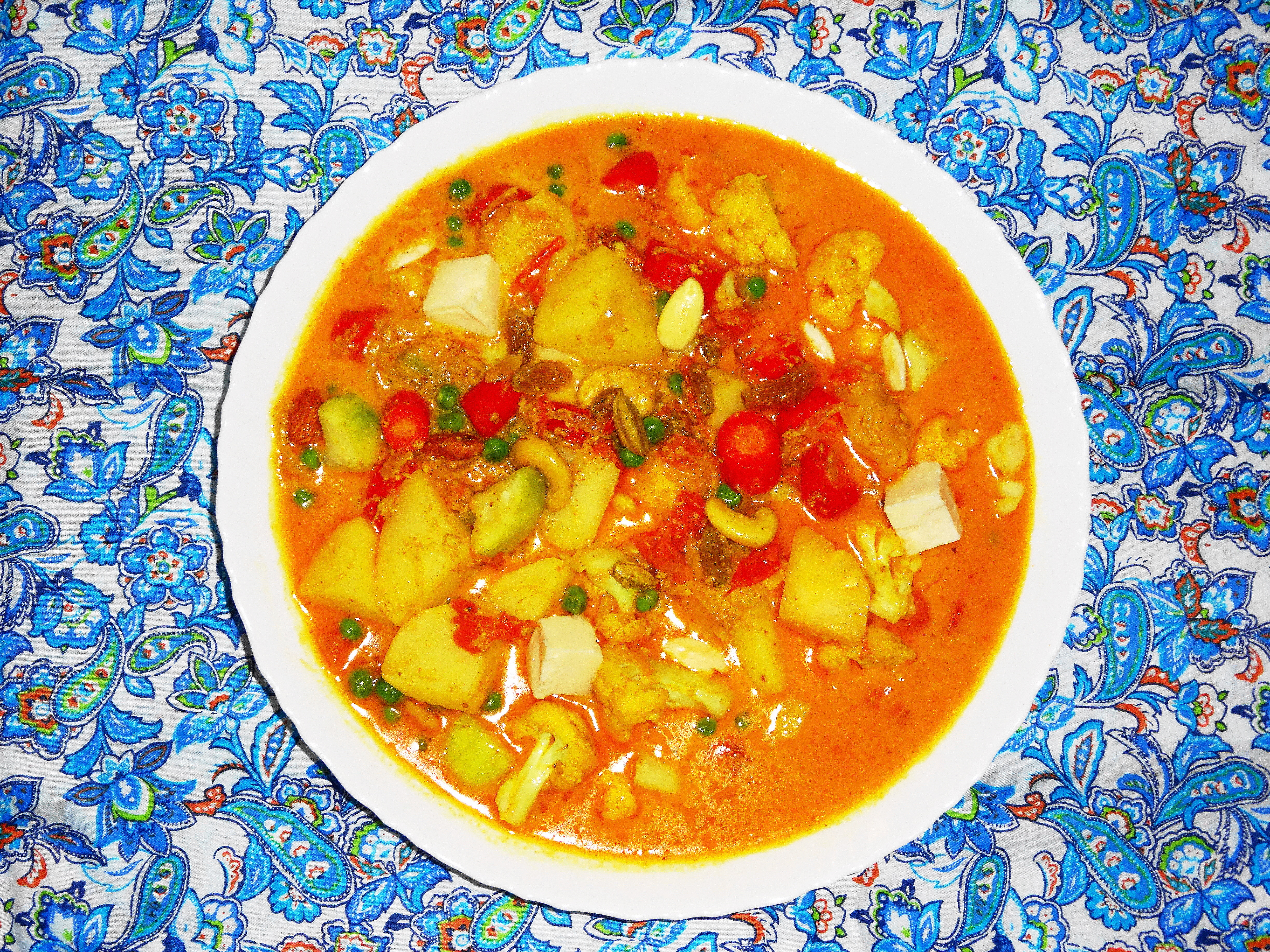
Navratan korma

### Korma ve Spojeném království
Ve Spojeném království je typická korma podávaná v curry restauracích. Jedná se o jemně kořeněný pokrm s hustou omáčkou. Často obsahuje madle, kešu nebo jiné ořechy a kokos či kokosové mléko. V 21. století byla kuřecí korma několikrát označena za nejoblíbenější kari ve Spojeném království, když ve veřejných průzkumech předstihla kuřecí tikka masalu.

### Navratan korma
Navratan korma je vegetariánská korma vyrobená ze zeleniny a panýru (indický druh sýra) nebo ořechů (někdy se používají obě suroviny). Slovo navratan znamená "devět drahokamů" a je běžné, že recept obsahuje devět různých druhů zeleniny.

### Eid korma
V některých částech jižní Asie se korma používá k označení tradičního pokrmu svátku oběti. Tato korma je vyráběna z jehněčího, kozího nebo hovězího masa, které se dusí s minimem koření či zcela bez koření. Chuť pochází z masa a tuku. Často se dělala za účelem konzervace masa na krátkou dobu, protože tuková vrstva tvoří bariéru, která pomáhá předcházet zkažení, podobně jako u zavařeného hovězího ve vlastní šťávě.

### Korma v Malajsii
V Malajsii se korma nebo "gulai kurma" tradičně vaří s kokosovým mlékem místo jogurtu, protože mléčné výrobky v malajské kuchyni příliš nefigurují. Maso používané pro kurmu zahrnuje kuřecí, skopové, hovězí a jelení. Často také obsahuje více zeleniny, jako je mrkev, brambory a rajčata, i když to není pevné pravidlo. Některé recepty obsahují tamarind jako kyselé činidlo namísto přirozené kyselosti jogurtu.